# Ranking ATP

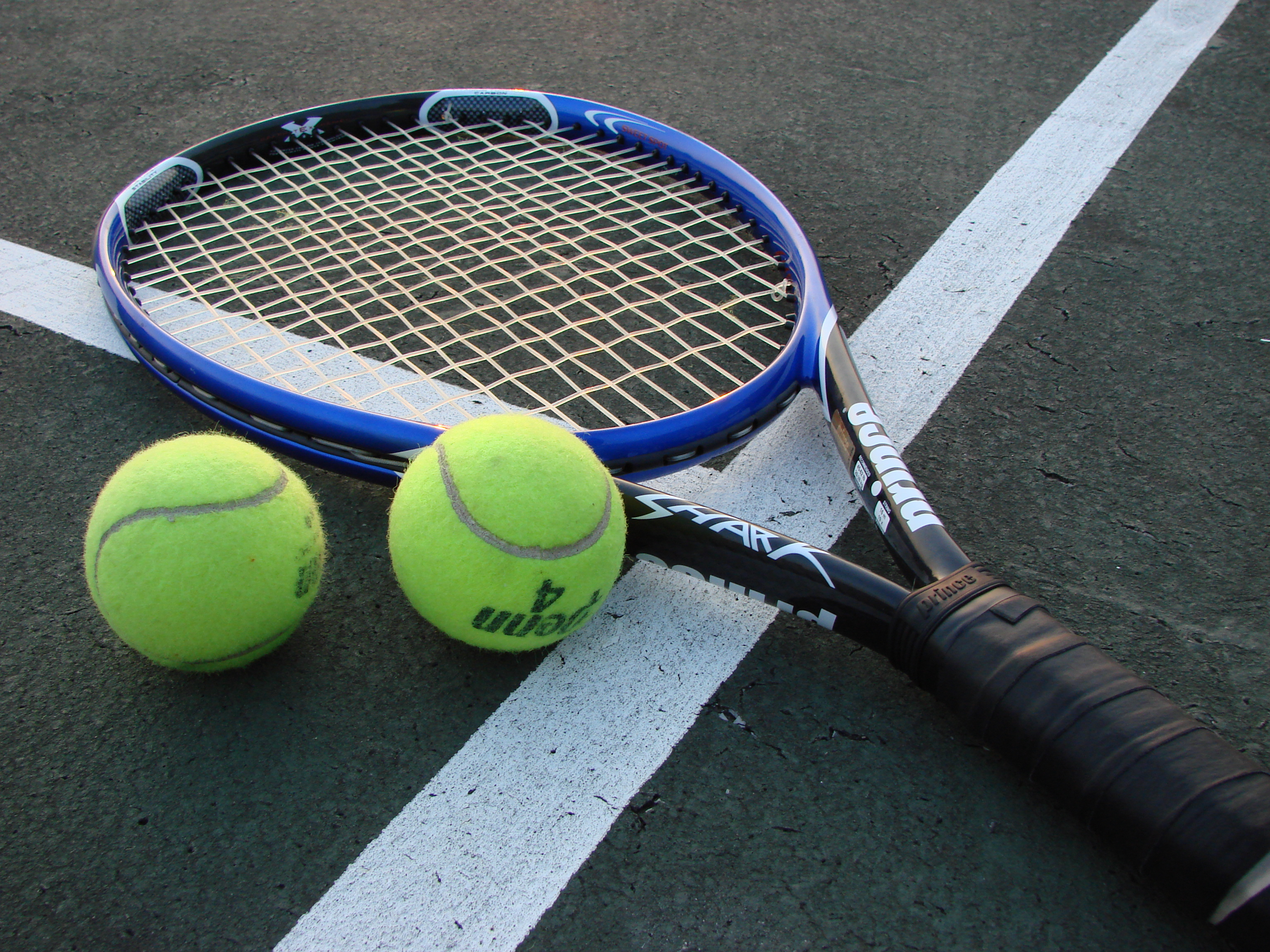
Tenis

La clasificación de la ATP es el ranking que la Asociación de Tenistas Profesionales (ATP) realiza de los mejores tenistas masculinos en categoría individual y dobles desde el año 1973. Se define como el «método histórico objetivo basado en méritos para determinar la aceptación y cabezas de serie en todos los torneos para individuales y dobles, salvo en lo que corresponda al ATP Finals». Abarca los resultados de las 52 semanas previas y se actualiza aproximadamente 45 veces cada año.
Los puntos son otorgados de acuerdo al nivel de los torneos y a lo lejos que llegue un jugador en ellos. A lo largo de los años, el método para calcular los puntos de la clasificación ha variado muchas veces. Se suman los puntos obtenidos en los cuatro Grand Slam, los ocho torneos obligatorios ATP Tour Masters 1000 (a excepción del Masters 1000 de Montecarlo, que pasó a ser opcional en 2009), el ATP Finals, los mejores seis resultados en los ATP Tour 500, ATP Tour 250, ATP Challenger Tour y los torneos Futures.

## Distribución de puntos
La distribución de puntos es la siguiente:

### (2024–presente)
| Categoría del torneo  | G    | F | SF | CF | R16                                                                                                   | R32                                                                                                   | R64                                                                                                   | R128                                                                                                  | Puntos por calificación previa                                                                        |
| --------------------- | ---- | --- | --- | --- | --- | --- | --- | --- | --- |
| Grand Slam            | 2000 | 1300                                                                                                  | 800                                                                                                   | 400                                                                                                   | 200                                                                                                   | 100                                                                                                   | 50 | 10 | 30 |
| ATP Tour Masters 1000 | 1000 | 650                                                                                                   | 400                                                                                                   | 200                                                                                                   | 100                                                                                                   | 50 | 10 / (30)                                                                                             | (10)                                                                                                  | 30 / (20)                                                                                             |
| ATP Tour 500          | 500  | 330                                                                                                   | 200                                                                                                   | 100                                                                                                   | 50 | (25)                                                                                                  | | | 25 / (16)                                                                                             |
| ATP Tour 250          | 250  | 165                                                                                                   | 100                                                                                                   | 50 | 25 | (13)                                                                                                  | | | 13 / (8)                                                                                              |
| ATP Finals            | 1500 | 200 por cada triunfo en primera ronda. 400 por victoria en semifinales. 500 por victoria en la final. | 200 por cada triunfo en primera ronda. 400 por victoria en semifinales. 500 por victoria en la final. | 200 por cada triunfo en primera ronda. 400 por victoria en semifinales. 500 por victoria en la final. | 200 por cada triunfo en primera ronda. 400 por victoria en semifinales. 500 por victoria en la final. | 200 por cada triunfo en primera ronda. 400 por victoria en semifinales. 500 por victoria en la final. | 200 por cada triunfo en primera ronda. 400 por victoria en semifinales. 500 por victoria en la final. | 200 por cada triunfo en primera ronda. 400 por victoria en semifinales. 500 por victoria en la final. | 200 por cada triunfo en primera ronda. 400 por victoria en semifinales. 500 por victoria en la final. |

## Clasificación actual

### Individuales
| Pos.                                                            | Jugador                     | País                 | Puntos | ± Pos.      | ± Puntos    | Torneos |
| --------------------------------------------------------------- | --------------------------- | -------------------- | ------ | ----------- | ----------- | ------- |
| 1                                                               | Jannik Sinner               | Italia               | 10 380 | Sin cambios | Sin cambios | 16      |
| 2                                                               | Carlos Alcaraz              | España               | 8850   | Sin cambios | Sin cambios | 20      |
| 3                                                               | Alexander Zverev            | Alemania             | 7285   | Sin cambios | Sin cambios | 23      |
| 4                                                               | Taylor Fritz                | Estados Unidos       | 4675   | Sin cambios | 50          | 20      |
| 5                                                               | Jack Draper                 | Reino Unido          | 4610   | Sin cambios | Sin cambios | 18      |
| 6                                                               | Novak Djokovic              | Serbia               | 4230   | Sin cambios | 150         | 19      |
| 7                                                               | Lorenzo Musetti             | Italia               | 3860   | 1           | Sin cambios | 21      |
| 8                                                               | Casper Ruud                 | Noruega              | 3655   | 1           | 250         | 23      |
| 9                                                               | Álex de Miñaur              | Australia            | 3635   | Sin cambios | Sin cambios | 23      |
| 10                                                              | Holger Rune                 | Dinamarca            | 3440   | Sin cambios | Sin cambios | 23      |
| 1                                                               | [[]]                        |                      |        | Sin cambios | Sin cambios |         |
| 11                                                              | Daniil Medvédev             | Rusia                | 3290   | Sin cambios | Sin cambios | 20      |
| 12                                                              | Tommy Paul                  | Estados Unidos       | 3210   | Sin cambios | Sin cambios | 21      |
| 13                                                              | Ben Shelton                 | Estados Unidos       | 2980   | Sin cambios | Sin cambios | 24      |
| 14                                                              | Arthur Fils                 | Francia              | 2845   | Sin cambios | Sin cambios | 22      |
| 15                                                              | Andréi Rubliov              | Rusia                | 2820   | 2           | 280         | 29      |
| 16                                                              | Frances Tiafoe              | Estados Unidos       | 2665   | 1           | 40          | 26      |
| 17                                                              | Grigor Dimitrov             | Bulgaria             | 2595   | 1           | Sin cambios | 19      |
| 18                                                              | Francisco Cerúndolo         | Argentina            | 2475   | Sin cambios | Sin cambios | 28      |
| 19                                                              | Jakub Menšík                | República Checa      | 2272   | Sin cambios | Sin cambios | 23      |
| 20                                                              | Stéfanos Tsitsipás          | Grecia               | 2270   | Sin cambios | Sin cambios | 23      |
| 21                                                              | Ugo Humbert                 | Francia              | 2155   | 1           | Sin cambios | 23      |
| 22                                                              | Tomáš Macháč                | República Checa      | 2110   | 1           | 155         | 22      |
| 23                                                              | Sebastian Korda             | Estados Unidos       | 2020   | Sin cambios | Sin cambios | 20      |
| 24                                                              | Karén Jachánov              | Rusia                | 1960   | Sin cambios | 50          | 26      |
| 25                                                              | Alexei Popyrin              | Australia            | 1950   | Sin cambios | 50          | 25      |
| 26                                                              | Flavio Cobolli              | Italia               | 1920   | 9           | 440         | 31      |
| 27                                                              | Félix Auger-Aliassime       | Canadá               | 1875   | 3           | 190         | 27      |
| 28                                                              | Hubert Hurkacz              | Polonia              | 1830   | 3           | 165         | 19      |
| 29                                                              | Alejandro Davidovich Fokina | España               | 1770   | 3           | 40          | 26      |
| 30                                                              | Matteo Berrettini           | Italia               | 1720   | 2           | Sin cambios | 23      |
| 31                                                              | Denis Shapovalov            | Canadá               | 1701   | 4           | 25          | 23      |
| 32                                                              | Brandon Nakashima           | Estados Unidos       | 1690   | 3           | Sin cambios | 33      |
| 33                                                              | Alex Michelsen              | Estados Unidos       | 1550   | Sin cambios | Sin cambios | 30      |
| 34                                                              | Jiří Lehečka                | República Checa      | 1505   | 3           | 90          | 22      |
| 35                                                              | Tallon Griekspoor           | Países Bajos         | 1485   | 1           | Sin cambios | 26      |
| 36                                                              | Matteo Arnaldi              | Italia               | 1415   | 3           | 50          | 24      |
| 37                                                              | Giovanni Mpetshi Perricard  | Francia              | 1414   | 5           | 200         | 24      |
| 38                                                              | Sebastián Báez              | Argentina            | 1410   | 2           | 40          | 29      |
| 39                                                              | Alexandre Müller            | Francia              | 1388   | 1           | 75          | 30      |
| 40                                                              | Jordan Thompson             | Australia            | 1375   | 2           | Sin cambios | 20      |
| 41                                                              | Nuno Borges                 | Portugal             | 1285   | Sin cambios | 15          | 28      |
| 42                                                              | Gaël Monfils                | Francia              | 1265   | Sin cambios | Sin cambios | 19      |
| 43                                                              | Marcos Giron                | Estados Unidos       | 1265   | Sin cambios | Sin cambios | 26      |
| 44                                                              | Lorenzo Sonego              | Italia               | 1205   | Sin cambios | Sin cambios | 28      |
| 45                                                              | Luciano Darderi             | Italia               | 1159   | Sin cambios | Sin cambios | 34      |
| 46                                                              | Miomir Kecmanović           | Serbia               | 1146   | Sin cambios | Sin cambios | 31      |
| 47                                                              | David Goffin                | Bélgica              | 1105   | Sin cambios | 13          | 24      |
| 48                                                              | Pedro Martínez              | España               | 1070   | Sin cambios | Sin cambios | 33      |
| 49                                                              | Roberto Bautista            | España               | 1064   | 8           | 90          | 26      |
| 50                                                              | Zizou Bergs                 | Bélgica              | 1051   | 1           | Sin cambios | 24      |
| 51                                                              | Camilo Ugo Carabelli        | Argentina            | 1040   | 1           | 40          | 29      |
| 52                                                              | Quentin Halys               | Francia              | 1039   | 2           | 15          | 26      |
| 53                                                              | Tomás Martín Etcheverry     | Argentina            | 1025   | 2           | 50          | 31      |
| 54                                                              | Gabriel Diallo              | Canadá               | 997    | 1           | Sin cambios | 25      |
| 55                                                              | Jacob Fearnley              | Reino Unido          | 991    | 1           | 15          | 22      |
| 56                                                              | Fábián Marozsán             | Hungría              | 990    | Sin cambios | 15          | 28      |
| 57                                                              | Jaume Munar                 | España               | 962    | 1           | Sin cambios | 26      |
| 58                                                              | Kei Nishikori               | Japón                | 953    | 4           | 25          | 22      |
| 59                                                              | Laslo Djere                 | Serbia               | 952    | Sin cambios | Sin cambios | 24      |
| 60                                                              | Benjamin Bonzi              | Francia              | 943    | Sin cambios | Sin cambios | 27      |
| 61                                                              | Alejandro Tabilo            | Chile                | 940    | Sin cambios | Sin cambios | 25      |
| 62                                                              | Aleksandr Búblik            | Kazajistán           | 915    | 11          | 90          | 28      |
| 63                                                              | Roberto Carballés           | España               | 914    | Sin cambios | 12          | 28      |
| 64                                                              | Francisco Comesaña          | Argentina            | 911    | Sin cambios | Sin cambios | 28      |
| 65                                                              | João Fonseca                | Brasil               | 907    | Sin cambios | Sin cambios | 21      |
| 66                                                              | Daniel Altmaier             | Alemania             | 906    | Sin cambios | Sin cambios | 30      |
| 67                                                              | Learner Tien                | Estados Unidos       | 893    | Sin cambios | Sin cambios | 28      |
| 68                                                              | Mattia Bellucci             | Italia               | 891    | Sin cambios | Sin cambios | 30      |
| 69                                                              | Damir Džumhur               | Bosnia y Herzegovina | 875    | Sin cambios | Sin cambios | 30      |
| 70                                                              | Bu Yunchaokete              | China                | 874    | Sin cambios | Sin cambios | 33      |
| 71                                                              | Shang Juncheng              | China                | 822    | Sin cambios | Sin cambios | 20      |
| 72                                                              | Roman Safiullin             | Rusia                | 816    | 1           | Sin cambios | 26      |
| 73                                                              | Corentin Moutet             | Francia              | 812    | 3           | Sin cambios | 23      |
| 74                                                              | Hamad Medjedovic            | Serbia               | 811    | 3           | Sin cambios | 23      |
| 75                                                              | Arthur Rinderknech          | Francia              | 801    | 3           | 19          | 31      |
| 76                                                              | Aleksandar Kovacevic        | Estados Unidos       | 799    | 4           | 12          | 31      |
| 77                                                              | Yoshihito Nishioka          | Japón                | 794    | 2           | 19          | 21      |
| 78                                                              | Rinky Hijikata              | Australia            | 792    | 1           | Sin cambios | 30      |
| 79                                                              | Zhang Zhizhen               | China                | 785    | 2           | Sin cambios | 26      |
| 80                                                              | Aleksandar Vukic            | Australia            | 783    | 2           | 9           | 28      |
| 81                                                              | Cameron Norrie              | Reino Unido          | 762    | 9           | 105         | 27      |
| 82                                                              | Christopher O'Connell       | Australia            | 762    | Sin cambios | Sin cambios | 25      |
| 83                                                              | Hugo Gaston                 | Francia              | 753    | 9           | 63          | 26      |
| 84                                                              | Raphael Collignon           | Bélgica              | 750    | Sin cambios | 24          | 25      |
| 85                                                              | Borna Ćorić                 | Croacia              | 741    | 2           | Sin cambios | 26      |
| 86                                                              | Vít Kopřiva                 | República Checa      | 715    | 1           | Sin cambios | 26      |
| 87                                                              | Jan-Lennard Struff          | Alemania             | 690    | 1           | Sin cambios | 27      |
| 88                                                              | Jesper de Jong              | Países Bajos         | 690    | 1           | Sin cambios | 24      |
| 89                                                              | Botic van de Zandschulp     | Países Bajos         | 670    | Sin cambios | Sin cambios | 23      |
| 90                                                              | Hugo Dellien                | Bolivia              | 656    | 6           | 15          | 28      |
| 91                                                              | Adam Walton                 | Australia            | 653    | Sin cambios | Sin cambios | 33      |
| 92                                                              | James Duckworth             | Australia            | 651    | Sin cambios | Sin cambios | 24      |
| 93                                                              | Reilly Opelka               | Estados Unidos       | 651    | 2           | 7           | 21      |
| 94                                                              | Tseng Chun-hsin             | República de China   | 648    | 1           | Sin cambios | 25      |
| 95                                                              | Luca Nardi                  | Italia               | 645    | 1           | Sin cambios | 29      |
| 96                                                              | Kamil Majchrzak             | Polonia              | 645    | 8           | 44          | 19      |
| 97                                                              | Mariano Navone              | Argentina            | 620    | 1           | Sin cambios | 31      |
| 98                                                              | Mackenzie McDonald          | Estados Unidos       | 617    | 1           | Sin cambios | 25      |
| 99                                                              | Pablo Carreño               | España               | 615    | 1           | Sin cambios | 26      |
| 100                                                             | Nishesh Basavareddy         | Estados Unidos       | 598    | 1           | Sin cambios | 26      |
| Fuente: ATP Tour - Rankings - Singles; actualización automática |                             |                      |        |             |             |         |

### Dobles
| Pos.                                                            | Jugador                    | País               | Puntos | ± Pos.      | ± Puntos    | Torneos |
| --------------------------------------------------------------- | -------------------------- | ------------------ | ------ | ----------- | ----------- | ------- |
| 1                                                               | Marcelo Arévalo            | El Salvador        | 10 190 | Sin cambios | 160         | 22      |
| 1                                                               | Mate Pavić                 | Croacia            | 10 190 | Sin cambios | 160         | 22      |
| 3                                                               | Harri Heliövaara           | Finlandia          | 7880   | Sin cambios | 70          | 24      |
| 4                                                               | Henry Patten               | Reino Unido        | 7880   | Sin cambios | 70          | 25      |
| 5                                                               | Kevin Krawietz             | Alemania           | 6360   | Sin cambios | 90          | 21      |
| 6                                                               | Tim Pütz                   | Alemania           | 6270   | Sin cambios | 90          | 20      |
| 7                                                               | Simone Bolelli             | Italia             | 5660   | 2           | 500         | 21      |
| 8                                                               | Andrea Vavassori           | Italia             | 5660   | Sin cambios | 440         | 24      |
| 9                                                               | Jordan Thompson            | Australia          | 5460   | 2           | Sin cambios | 18      |
| 10                                                              | Marcel Granollers          | España             | 4855   | Sin cambios | Sin cambios | 16      |
| 11                                                              | Horacio Zeballos           | Argentina          | 4855   | Sin cambios | Sin cambios | 19      |
| 12                                                              | Max Purcell                | Australia          | 4680   | Sin cambios | Sin cambios | 11      |
| 13                                                              | Nikola Mektić              | Croacia            | 4520   | 1           | Sin cambios | 26      |
| 14                                                              | Lloyd Glasspool            | Reino Unido        | 4490   | 1           | 60          | 31      |
| 15                                                              | Neal Skupski               | Reino Unido        | 4260   | Sin cambios | 90          | 25      |
| 16                                                              | Julian Cash                | Reino Unido        | 4150   | Sin cambios | Sin cambios | 31      |
| 17                                                              | Michael Venus              | Nueva Zelanda      | 3910   | Sin cambios | Sin cambios | 27      |
| 18                                                              | Evan King                  | Estados Unidos     | 3175   | Sin cambios | Sin cambios | 34      |
| 19                                                              | Andrés Molteni             | Argentina          | 3135   | 1           | 210         | 24      |
| 20                                                              | Joe Salisbury              | Reino Unido        | 3090   | 1           | 180         | 23      |
| 21                                                              | Christian Harrison         | Estados Unidos     | 3015   | 2           | Sin cambios | 36      |
| 22                                                              | Fabien Reboul              | Francia            | 2905   | 3           | 160         | 31      |
| 23                                                              | Nathaniel Lammons          | Estados Unidos     | 2780   | Sin cambios | Sin cambios | 26      |
| 24                                                              | Jackson Withrow            | Estados Unidos     | 2780   | Sin cambios | Sin cambios | 34      |
| 25                                                              | Máximo González            | Argentina          | 2730   | 3           | 90          | 19      |
| 26                                                              | Sadio Doumbia              | Francia            | 2605   | 5           | 160         | 36      |
| 27                                                              | André Göransson            | Suecia             | 2590   | 1           | Sin cambios | 25      |
| 28                                                              | John Peers                 | Australia          | 2565   | 1           | Sin cambios | 30      |
| 29                                                              | Jamie Murray               | Reino Unido        | 2550   | 1           | Sin cambios | 32      |
| 30                                                              | Rajeev Ram                 | Estados Unidos     | 2515   | Sin cambios | 45          | 28      |
| 31                                                              | Sem Verbeek                | Países Bajos       | 2500   | 2           | Sin cambios | 25      |
| 32                                                              | Édouard Roger-Vasselin     | Francia            | 2430   | Sin cambios | Sin cambios | 23      |
| 33                                                              | Rohan Bopanna              | India              | 2360   | Sin cambios | Sin cambios | 23      |
| 34                                                              | Rafael Matos               | Brasil             | 2320   | 1           | Sin cambios | 27      |
| 35                                                              | Jan Zieliński              | Polonia            | 2310   | 1           | 30          | 27      |
| 36                                                              | Matthew Ebden              | Australia          | 2272   | 3           | 45          | 24      |
| 37                                                              | Sander Arends              | Países Bajos       | 2250   | 4           | 45          | 31      |
| 38                                                              | Robert Galloway            | Estados Unidos     | 2245   | 1           | Sin cambios | 34      |
| 39                                                              | Hugo Nys                   | Mónaco             | 2230   | 1           | Sin cambios | 27      |
| 40                                                              | Manuel Guinard             | Francia            | 2220   | Sin cambios | Sin cambios | 27      |
| 41                                                              | Yuki Bhambri               | India              | 2215   | 5           | 105         | 28      |
| 42                                                              | Luke Johnson               | Reino Unido        | 2210   | Sin cambios | 90          | 32      |
| 43                                                              | Sander Gillé               | Bélgica            | 2040   | Sin cambios | Sin cambios | 28      |
| 44                                                              | Alexander Erler            | Austria            | 2012   | Sin cambios | Sin cambios | 33      |
| 45                                                              | Marcelo Melo               | Brasil             | 1955   | Sin cambios | Sin cambios | 26      |
| 46                                                              | Ariel Behar                | Uruguay            | 1915   | 4           | 105         | 30      |
| 47                                                              | Guido Andreozzi            | Argentina          | 1910   | Sin cambios | Sin cambios | 34      |
| 48                                                              | Romain Arneodo             | Mónaco             | 1891   | Sin cambios | Sin cambios | 29      |
| 49                                                              | Francisco Cabral           | Portugal           | 1870   | Sin cambios | 45          | 32      |
| 50                                                              | Constantin Frantzen        | Alemania           | 1865   | 4           | 45          | 33      |
| 51                                                              | Lucas Miedler              | Austria            | 1818   | 2           | 65          | 33      |
| 52                                                              | Adam Pavlásek              | República Checa    | 1770   | Sin cambios | Sin cambios | 27      |
| 53                                                              | Santiago González          | México             | 1760   | 2           | 45          | 32      |
| 54                                                              | Theo Arribage              | Francia            | 1725   | Sin cambios | Sin cambios | 41      |
| 55                                                              | Joran Vliegen              | Bélgica            | 1715   | 3           | 105         | 30      |
| 56                                                              | Fernando Romboli           | Brasil             | 1680   | 8           | 255         | 36      |
| 57                                                              | Hendrik Jebens             | Alemania           | 1666   | 2           | 54          | 29      |
| 58                                                              | Ivan Dodig                 | Croacia            | 1635   | 2           | Sin cambios | 28      |
| 59                                                              | Jakob Schnaitter           | Alemania           | 1571   | Sin cambios | 40          | 39      |
| 59                                                              | Mark Wallner               | Alemania           | 1571   | Sin cambios | 40          | 39      |
| 61                                                              | Albano Olivetti            | Francia            | 1516   | 4           | 105         | 24      |
| 62                                                              | John-Patrick Smith         | Australia          | 1492   | 1           | Sin cambios | 24      |
| 63                                                              | Grégoire Jacq              | Francia            | 1460   | 1           | Sin cambios | 30      |
| 64                                                              | Orlando Luz                | Brasil             | 1433   | 1           | Sin cambios | 34      |
| 65                                                              | Miguel Ángel Reyes Varela  | México             | 1386   | 3           | 34          | 30      |
| 66                                                              | Nicolás Barrientos         | Colombia           | 1384   | 1           | 20          | 33      |
| 67                                                              | JJ Tracy                   | Estados Unidos     | 1367   | Sin cambios | Sin cambios | 31      |
| 68                                                              | N. Sriram Balaji           | India              | 1360   | 1           | 18          | 31      |
| 69                                                              | Patrik Rikl                | República Checa    | 1355   | 3           | 25          | 29      |
| 70                                                              | Petr Nouza                 | República Checa    | 1335   | Sin cambios | 5           | 30      |
| 71                                                              | Robert Cash                | Estados Unidos     | 1293   | 1           | Sin cambios | 24      |
| 72                                                              | Matthew Christopher Romios | Australia          | 1286   | 1           | Sin cambios | 38      |
| 73                                                              | Austin Krajicek            | Estados Unidos     | 1276   | 1           | Sin cambios | 26      |
| 74                                                              | Robin Haase                | Países Bajos       | 1261   | 1           | Sin cambios | 28      |
| 75                                                              | Rithvik Bollipalli         | India              | 1199   | 2           | 14          | 32      |
| 76                                                              | Skander Mansouri           | Túnez              | 1195   | Sin cambios | Sin cambios | 23      |
| 77                                                              | Jean-Julien Rojer          | Países Bajos       | 1170   | 6           | 150         | 24      |
| 78                                                              | Piotr Matuszewski          | Polonia            | 1168   | Sin cambios | Sin cambios | 31      |
| 79                                                              | Mackenzie McDonald         | Estados Unidos     | 1120   | 2           | Sin cambios | 15      |
| 80                                                              | Diego Hidalgo              | Ecuador            | 1112   | 1           | 45          | 26      |
| 81                                                              | Alex Michelsen             | Estados Unidos     | 1095   | 1           | Sin cambios | 13      |
| 82                                                              | Bart Stevens               | Países Bajos       | 1095   | 1           | Sin cambios | 28      |
| 83                                                              | Ryan Seggerman             | Estados Unidos     | 1085   | 3           | 50          | 35      |
| 84                                                              | Karol Drzewiecki           | Polonia            | 1080   | Sin cambios | Sin cambios | 35      |
| 85                                                              | David Pel                  | Países Bajos       | 1025   | Sin cambios | 10          | 32      |
| 86                                                              | Pedro Martínez             | España             | 1000   | Sin cambios | Sin cambios | 21      |
| 87                                                              | Tomáš Macháč               | República Checa    | 990    | 1           | Sin cambios | 12      |
| 88                                                              | Jakub Paul                 | Suiza              | 955    | 1           | Sin cambios | 29      |
| 89                                                              | Gonzalo Escobar            | Ecuador            | 950    | 2           | 45          | 22      |
| 90                                                              | Vasil Kirkov               | Estados Unidos     | 945    | Sin cambios | Sin cambios | 35      |
| 91                                                              | Marcelo Demoliner          | Brasil             | 941    | Sin cambios | 14          | 26      |
| 92                                                              | Matwé Middelkoop           | Países Bajos       | 891    | Sin cambios | 25          | 27      |
| 93                                                              | Cleeve Harper              | Canadá             | 878    | 1           | Sin cambios | 35      |
| 94                                                              | Sebastian Korda            | Estados Unidos     | 870    | 1           | Sin cambios | 10      |
| 95                                                              | Ray Ho                     | República de China | 863    | 1           | Sin cambios | 38      |
| 96                                                              | Andreas Mies               | Alemania           | 861    | 3           | 45          | 24      |
| 97                                                              | Vijay Sundar Prashanth     | India              | 845    | 1           | 14          | 34      |
| 98                                                              | Íñigo Cervantes Huegun     | España             | 822    | 1           | Sin cambios | 36      |
| 99                                                              | Jaume Munar                | España             | 820    | 1           | Sin cambios | 10      |
| 100                                                             | Denís Molchánov            | Ucrania            | 814    | 1           | Sin cambios | 32      |
| Fuente: ATP Tour - Rankings - Doubles; actualización automática |                            |                    |        |             |             |         |